# Macramè

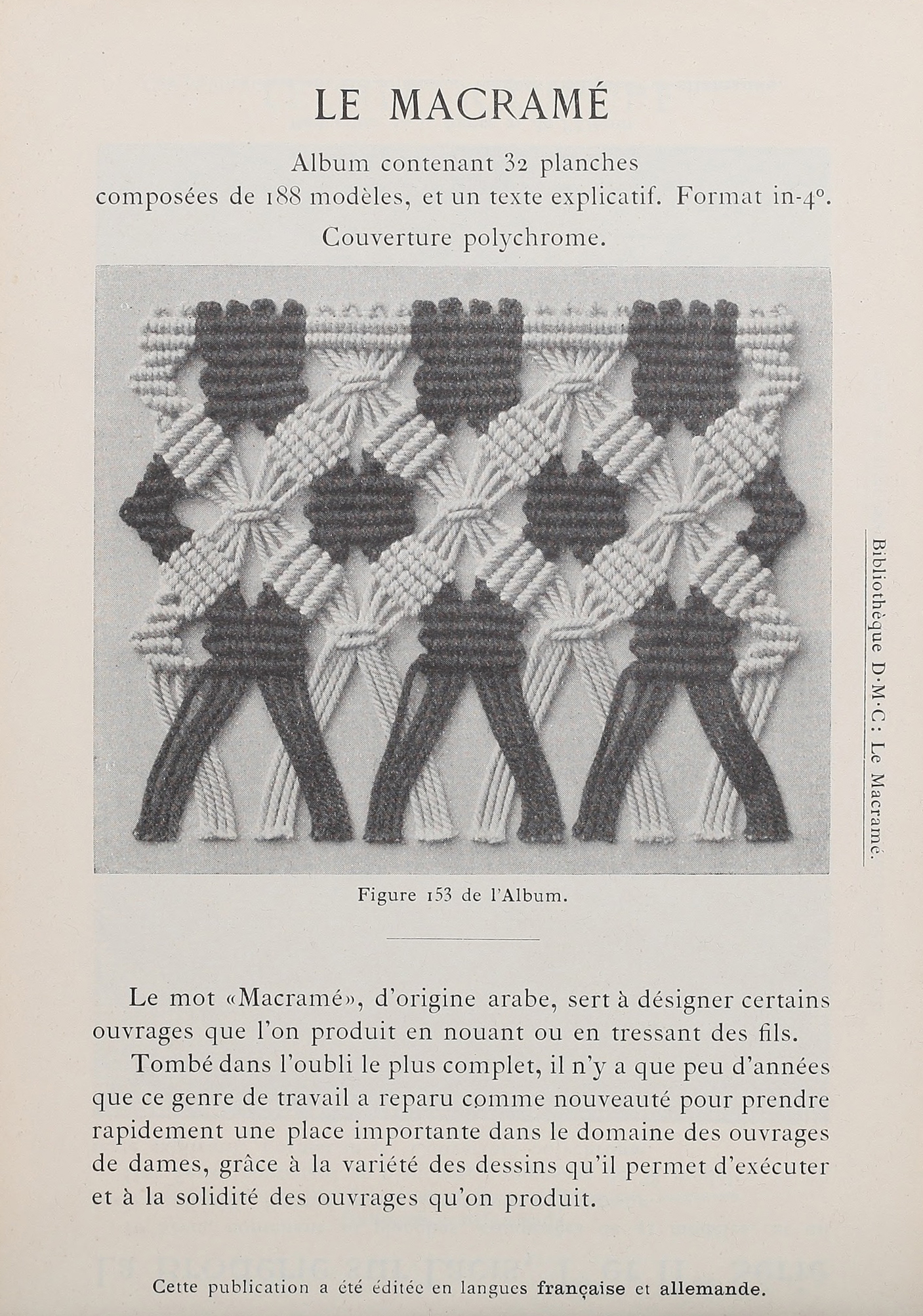
Macramè: illustrazione dalla Bibliotèque DMC -14 - Le Macramé

Il macramè è un merletto creato secondo un'antica tecnica marinara con filati intrecciati e annodati tra loro, senza l'ausilio di aghi o uncini. 
Precedentemente «caduto nell'oblio più totale, solo da qualche anno questo tipo di lavorazione è ricomparso come novità conquistando rapidamente un posto importante tra i lavori femminili, grazie alla varietà di motivi che permette di eseguire e alla robustezza delle opere realizzate». 
I motivi che compongono il merletto nascono infatti da una sapiente disposizione di nodi e avvolgimenti.
A seconda del diametro della corda impiegata, il prodotto della lavorazione è destinato ai più diversi utilizzi, dall'abbigliamento alla tappezzeria.
La lavorazione è molto semplice e non necessita di grandi abilità manuali.

## Origine

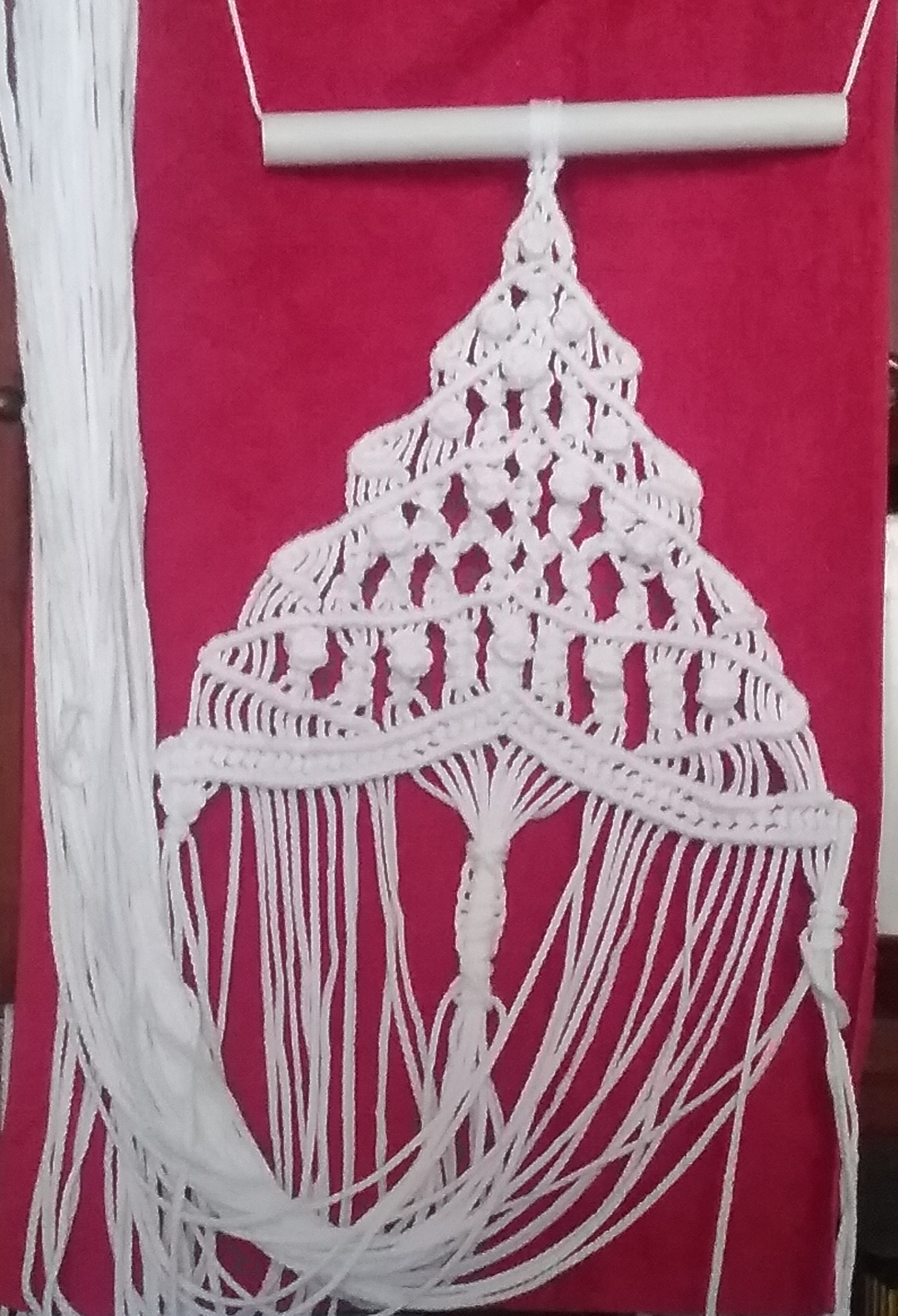
Macramè: albero di Natale su portanodi, realizzato con corda 4 mm

Il termine deriva dalla lingua araba mahramatun (fazzoletto) o da migramah (frangia per guarnizione), da cui vengono anche i termini turchi-ottomani mahrama e makrama (asciugamano o fazzoletto per il capo ricamato. Dagli arabi, la tecnica si diffuse in tutto il Mediterraneo.
Questo merletto ha dato il nome al campo scout internazionale Macramé 2004 (scritto come in francese, con l'accento acuto) svoltosi in occasione di Genova capitale europea della cultura nel 2004.

## Nodi
Vi sono vari nodi per fare il macramè: 
- nodo semplice o singolo; si annodano due fili e si fermano creando il collo dal quale passa l'estremità dell'altro filo, tirando i due lembi si crea un nodo.[5]
- nodo piano, con tutte le varianti, doppio mezzo nodo; c'è l'incastro di due fili posizionati in parallelo che si compenetrano. Usato principalmente per i braccialetti.[5]
- nodo giuseppina
- nodo cordoncino
- noccioline
- punto festone

## Motivi
- nexma
- jasmine
- warda

## Attrezzatura
Per eseguire al meglio il macramè, è utile disporre i fili su un piano di lavoro dotato di imbottitura su cui poterli appuntare. Tra gli attrezzi per eseguire il macramè sono utili: gli spilli, gli uncinetti, le forbici e dei pettini per separare i fili. 
I filati utilizzati nella lavorazione possono essere di diverso tipo: di cotone, lino, lana, fibra sintetica o altri materiali, lo spessore del filo determina la tramatura del lavoro.